# Marco Olivieri
Marco Olivieri (Ascoli Piceno, 30 de junio de 1999) es un futbolista italiano que juega en la demarcación de delantero para el Cesena F. C. de la Serie B.

## Biografía
Empezó a formarse como futbolista en las filas inferiores del Ascoli Calcio 1898 FC, Robur Siena, Empoli F. C. y de la Juventus de Turín hasta que finalmente en 2020 subió al primer equipo. Hizo su debut con el primer equipo el 30 de junio de 2020 en un encuentro de la Serie A contra el Genoa C. F. C., donde sustituyó a Paulo Dybala en el minuto 83. El 7 de agosto hizo su debut en la Liga de Campeones al jugar contra el Olympique de Lyon y el 9 de septiembre regresó al Empoli F. C. en calidad de cedido. Para la temporada 2021-22 volvió a salir a préstamo, en esta ocasión a la U. S. Lecce. En enero se canceló la cesión y se marchó a la A. C. Perugia Calcio para completar esa campaña más la siguiente. Después de esos dieciocho meses volvió a ser prestado, siendo el Venezia F. C. su destino. Con este último ascendió a la Serie A y en agosto de 2024 abandonó definitivamente el equipo turinés para jugar en la U. S. Triestina Calcio 1918. Allí marcó diez goles en 28 partidos de la Serie C antes de unirse en agosto del año siguiente al Cesena F. C.

## Clubes
| Club                          | País   | Año       | Partidos | Goles |
| ----------------------------- | ------ | --------- | -------- | ----- |
| Juventus de Turín B           | Italia | 2018-2020 | 47       | 4     |
| Juventus de Turín             | Italia | 2020      | 4        | 0     |
| Empoli F. C. (cedido)         | Italia | 2020-2021 | 31       | 6     |
| U. S. Lecce (cedido)          | Italia | 2021-2022 | 21       | 0     |
| A. C. Perugia Calcio (cedido) | Italia | 2022-2023 | 43       | 7     |
| Venezia F. C. (cedido)        | Italia | 2023-2024 | 23       | 1     |
| U. S. Triestina Calcio 1918   | Italia | 2024-2025 | 28       | 10    |
| Cesena F. C.                  | Italia | 2025-     |          |       |

## Palmarés

### Campeonatos nacionales
| Título  | Club              | País   | Año  |
| ------- | ----------------- | ------ | ---- |
| Serie A | Juventus de Turín | Italia | 2020 |